# 고유
고유(高柔, 174년 ~ 263년)는 중국 후한 말기 ~ 조위의 관료로, 자는 문혜(文惠)이며 연주 진류군 어현(圉縣) 사람이다.

## 생애
원래 진류에서 살았으나, 원소를 섬긴 7촌 족숙 고간의 초청에 응하여 일족을 이끌고 병주로 이주하였다. 당시 고유의 부친인 고정(高靖)은 촉군도위였는데, 부친이 임지에서 죽었다는 소식을 들은 고유는 3년에 걸쳐 찾아가 부친의 시신을 모셔왔다.
조조가 원씨(袁氏)의 세력을 흡수한 후, 고유는 관장(菅長)에 임명되어 치적을 쌓았다. 고간에 조조에 대항하여 반란을 일으켰으나, 고유는 고간을 따르지 않고 조조에게 갔다. 조조는 어떻게든 고유를 추궁하여 죽이고자 자간령사(刺奸令史)에 임명하였으나, 고유가 직무를 훌륭히 수행하였기 때문에 승상창조속(丞相倉曹屬)에 임명하였다.
그 후 고유는 상서랑(尙書郞)에 임명되었고, 이후 승상이조속(丞相理曹屬)·영천태수·승상법조연(丞相法曹掾)을 역임하였다.
황초 원년(220년), 문제가 헌제의 선양을 받아 조위를 건국하였다. 고유는 치서시어사(治書侍御史)에 임명되었고 관내후에 봉해졌고, 황초 4년(223년)에는 정위로 승진하였다.
명제 즉위 시에는 연수정후(延壽亭侯)에 봉해졌으며, 정시 6년(245년)에는 태상이 되었고 10일 후에는 사공에 임명되었으며, 정시 9년(248년) 사도로 전임하였다.
가평 원년(249년), 사마의가 조상을 숙청했을 때 고유는 황태후의 조칙으로 가절(假節)·행대장군사(行大將軍事)에 임명되었고, 조상의 진영을 점거하는 공적을 세워 만세향후(萬歲鄕侯)에 봉해졌다. 조모가 즉위하였을 때는 안국후(安國侯)에 봉해졌으며, 태위에 임명되었다. 원제가 즉위하였을 때는 식읍이 더해저 4천 호에 이르렀다.
경원 4년(263년), 90세의 나이로 숨을 거두었고 손자 고혼(高渾)이 뒤를 이었다.

## 고유의 친족관계

### 관련 인물
고간
| 전임 조엄 | 조위의 사공 245년 8월 19일 ~ 248년 4월 | 후임 왕릉 |

| 전임 위진 | 조위의 사도 248년 4월 ~ 256년 9월 | 후임 정충 |

| 전임 사마부 | 조위의 태위 256년 9월 ~ 263년 9월 | 후임 등애 |

## 같이 보기
- 삼국지 인물 목록
- 진수 (서진)
- 배송지